# جنیفر کنت
جنیفر کنت (انگلیسی: Jennifer Kent؛ زادهٔ 1969) فیلم‌نامه‌نویس، کارگردان فیلم، و هنرپیشه اهل استرالیا است.
شناخته شده به عنوان کارگردان فیلم ترسناک بابادوک(2014)